# Grevillea erythroclada
Grevillea erythroclada là một loài thực vật có hoa trong họ Quắn hoa. Loài này được W.Fitzg. miêu tả khoa học đầu tiên năm 1918.